# Abellinum
Abellinum est l'ancienne cité romaine correspondant à l'actuelle Atripalda près d'Avellino, province d'Avellino en Campanie,.

## Historique
Fondée sur le plateau de la colline de Civita (près du centre actuel d'Atripalda), elle est initialement née comme une colonie samnite de l'ancienne population italique des Hirpins. Après quelques insurrections et résistances de la population locale pendant les guerres samnites, elle fut définitivement soumise à Rome à la suite de la seconde guerre civile entre Marius et Sylla au cours de laquelle les Hirpins soutinrent Caius Marius. Elle devint Veneria Abellinateum une colonie romaine appartenant la tribu Galeria.
La cité fut agrandie sous Auguste (avec l'ajout du nom de son épouse Livie : Colonia Veneria Livia Abellinatium) et de Sévère Alexandre (Colonia Veneria Livia Alexandriana Abellinatium). Après un tremblement de terre (346), une éruption volcanique (472) et les invasions des Goths et des Lombards au VIe siècle, la ville fut abandonnée. Les habitants se sont installés sur les collines environnantes, là où est né l'Avellino actuel.
Deux ceintures murales du IIIe siècle ont été conservées avec des tours et des douves de l'époque augustéenne, des thermes romains et des immeubles d'habitation. À l'extérieur des murs de la ville se trouvent également les vestiges d'un amphithéâtre et d'un aqueduc menant à Misenum. A l'est se trouve une nécropole (San Ippolisto) qui fut utilisée jusqu'à l'époque chrétienne. Les trouvailles sont exposées au Musée archéologique provincial à Avellino.

## Parc archéologique d'Abellinum
Le parc archéologique, d'environ 25 hectares, est entouré des anciens murs d'Abellinum, longs d'environ 2 km, construits avec la technique de l'opus reticulatum, et les vestiges de deux imposantes tours circulaires. À l’intérieur du périmètre des murs, on peut reconnaître quelques espaces typiques des villes romaines :
- le forum, la place de la ville antique dominée par quelques temples d'où proviennent de nombreuses trouvailles conservées au musée d'Irpino (dont un autel en marbre du Ier siècle dédié à Tibère ) ;
- une structure thermale avec calidarium appelée Torre degli Orefici ;
- une section de l'aqueduc romain de Serino ;
- une domus nobiliaire de 2 500 m2 dans laquelle il est encore possible d'identifier les espaces et environnements typiques des maisons romaines comme le cubiculum décoré de motifs végétaux sur rouge pompéien et le péristyle.

Dans la ville antique, il y avait aussi un amphithéâtre, dont il ne reste que quelques morceaux de la structure, et un lupanar, dont la présence est évidente par la découverte de quelques pièces de monnaie avec des représentations érotiques.
Le 17 mai 2011, à la suite d'un long litige avec les propriétaires du terrain, provisoirement conclu par un jugement du tribunal administratif régional de Salerne, la zone du parc archéologique déjà fouillée et ouverte à la visite a été restituée à la famille Dello Iacono ; il n’a donc pas été possible d’y accéder pendant plusieurs années.